# Измерение рыб
Измерение рыб — определение размеров отдельных рыб, различных частей их анатомии и соотношений между частями тела. Применяется при изучении экстерьера и упитанности рыб. Необходимо для различных целей: определения допустимых размеров ячеи орудий лова, изучения роста рыб, установления промысловой меры для вылова рыб данного вида, а также для распознавания отдельных подвидов и местных форм.

## Приборы для измерения рыб

Приборы для измерения рыб:1) бонитировочная доска 2) мерный треугольник

Для измерения рыб приборы применяют различные приборы и приспособления: измерительные ленты, мерные доски, штангенциркули, линейки, сантиметровые рулетки.
На судах, особенно во время качки, для измерения рыб пользуются мерным корытом. Его изготавливают из планок с небольшими просветами между ними, через которые стекают вода и слизь.
Измерения мелких рыб, а также более точные измерения длины головы и высоты тела производят штангенциркулем. При измерении рыбу кладут на мерную доску правой стороной, головой к торцовому бортику.

## Схема измерения рыб

Измерение рыб

Существует много схем измерения рыб, разработанных как русскими (Кесслер К. Ф., Варпаховский Н. А., Правдин И. Ф. и др.), так и зарубежными учеными (Дж. Л. Б. Смит и др.).
Длину всей рыбы (зоологическую, или абсолютную) измеряют от вершины рыла до вертикали конца наиболее длинной лопасти хвостового плавника при горизонтальном положении рыбы. Длина без хвостового плавника, или «промысловая», — это расстояние от начала рыла до конца чешуйчатого покрова. Длина туловища — это расстояние от жаберной щели до конца чешуйчатого покрова или до корней средних лучей хвостового плавника у рыб без чешуи. Длина тела по Смитту (или стандартная длина тела) — это расстояние от вершины рыла до конца средних лучей хвостового плавника (развилка хвостового плавника). Принята при измерении лососевых, корюшек и сельдевых. Длина головы — это расстояние от вершины рыла до заднего наиболее удаленного края жаберной крышки. Наибольшая высота тела — расстояние от самой высокой точки спины до брюшка по вертикали.
Некоторые измерения рыб можно писать сокращенно:
L — общая длина рыбы;
l — длина до конца чешуйчатого покрова (у сельдевых до конца средних лучей хвостового плавника);
С — длина головы;
Н — высота тела.